# Джордж Коен
Джордж Реджиналд Коен (на английски: George Reginald Cohen, роден на 22 октомври 1939 г. в Кенсингтън, е бивш английски футболист, десен бек. През цялата си кариера играе във Фулъм и заедно с Франк Пен дели петото място в историята на клуба по брой изиграни мачове – 459 във всички турнири. Световен шампион с Англия от първенството през 1966 г. Член на Ордена на Британската империя и член Английската футболна зала на славата.

## Клубна кариера
Коен се присъединява към първия отбор на Фулъм през 1956 г. и прекарва там 13 години преди да прекрати кариерата си заради контузия едва на 29-годишна възраст. На клубно ниво не постига забележими успехи.

## Кариера в националния отбор
За Англия дебютира на 6 май 1964 г. при победата с 2:1 над Уругвай в приятелски мач. След контузията на титулярния десен защитник Джими Армфийлд, Коен се утвърждава на тази позиция. На световното първенство в Англия той е несменяем титуляр във всичките шест мача на отбора, като асистира на Боби Чарлтън за победния гол на полуфинала срещу Португалия. След първенството играе в седем от следващите осем мача, преди треньора Алф Рамзи да реши да налага по-млади играчи на този пост в подготовката за Евро 1968.

## Успехи
Фулъм
- Втора английска дивизия:
  - Вицешампион (1): 1959

 Англия
- Световно първенство по футбол:
  - Шампион (1): 1966

Индивидуални отличия
- Член на Ордена на Британската империя: 2000
- Член на Английската футболна зала на славата: 2009